# Национальный месяц пиццы
Национальный месяц пиццы — это американская традиция[уточнить], посвящённая пицце. Национальный месяц пиццы проходит каждый год в октябре. Как правило, в это время американцы, которые любят пиццу, посещают пиццерии. 

## История
История Национального месяца пиццы началась в октябре 1984 года. Его инициатором стал издатель журнала Pizza Today. 
Во время мероприятия некоторые люди посещают различные пиццерии, другие посещают одну пиццерию, но пробуют различные виды пиццы. Во время Национального месяца пиццы некоторые пиццерии продают пиццу со скидкой или раздают пиццу бесплатно. Другие кафе проводят благотворительные кампании и совершают пожертвования в благотворительные фонды. Некоторые пиццерии добавляют в меню пиццу, которую они обычно не продают. Например, в одной из пиццерий, расположенных в Левелленде, в 2009 году продавалась пицца с мясом змеи.  